# Vladimír Kinder
Vladimír Kinder (Bratislava, 9 marzo 1969) è un ex calciatore slovacco, fino al 1993 cecoslovacco, di ruolo difensore.

## Palmarès

### Club

#### Competizioni nazionali
- Campionato cecoslovacco: 1

Slovan Bratislava: 1991-1992
- Campionato slovacco: 3

Slovan Bratislava: 1993-1994, 1994-1995, 1995-1996
- Coppa di Slovacchia: 1

Slovan Bratislava: 1993-1994
- Supercoppa di Slovacchia: 2

Slovan Bratislava: 1994, 1995

#### Competizioni internazionali
- Coppa Piano Karl Rappan: 4

Slovan Bratislava: 1990, 1992, 1993, 1994

### Individuale
- Calciatore slovacco dell'anno: 1

1994